# Гурно-Парцеле
Гурно-Парцеле (пол. Górno-Parcele) — село в Польщі, у гміні Гурно Келецького повіту Свентокшиського воєводства.
Населення — 552 особи (2011).
У 1975-1998 роках село належало до Келецького воєводства.

## Демографія
Демографічна структура на день 31 березня 2011 року:
|          | Загалом | Допрацездатний вік | Працездатний вік | Постпрацездатний вік |
| -------- | ------- | ------------------ | ---------------- | -------------------- |
| Чоловіки | 261     | 53                 | 197              | 11                   |
| Жінки    | 291     | 80                 | 174              | 37                   |
| Разом    | 552     | 133                | 371              | 48                   |